# Gran Premio Palio del Recioto 2010
Il Gran Premio Palio del Recioto 2010, quarantanovesima edizione della corsa e valida come evento dell'UCI Europe Tour 2010 categoria 1.2U, si svolse il 6 aprile 2010 su un percorso di 133 km. Fu vinto dallo sloveno Blaž Furdi che terminò la gara in 3h21'06", alla media di 39,68 km/h.

## Ordine d'arrivo (Top 10)
| Pos. | Corridore         | Squadra         | Tempo    |
| ---- | ----------------- | --------------- | -------- |
| 1    | Blaž Furdi        | Sava            | 3h21'06" |
| 2    | Enrico Battaglin  | Zalf-Désirée    | s.t.     |
| 3    | Tomas Alberio     | Trevigiani      | s.t.     |
| 4    | Luke Rowe         |                 | s.t.     |
| 5    | Nicola Dal Santo  | Mantovani       | s.t.     |
| 6    | Daniele Dall'Oste | Palazzago       | s.t.     |
| 7    | Marco Canola      | Zalf-Désirée    | s.t.     |
| 8    | Omar Lombardi     | Arvedi-Lucchini | s.t.     |
| 9    | Rafał Majka       | Petroli Firenze | s.t.     |
| 10   | Angelo Pagani     | Trevigiani      | s.t.     |